# Nicolaas Bloembergen
Nicolaas Bloembergen (Dordrecht, 11 de març de 1920 - Tucson, 5 de setembre de 2017) fou un físic i professor universitari estatunidenc d'origen neerlandès, guardonat amb el Premi Nobel de Física l'any 1981.

## Biografia
Va néixer l'11 de març de 1920 a la ciutat neerlandesa de Dordrecht. Estudià física a la Universitat d'Utrecht i de Leiden, on es doctorà el 1948. El 1945 s'exilià als Estats Units, on va esdevenir posteriorment professor de la Universitat Harvard. El 1958 aconseguí la ciutadania estatunidenca.

## Recerca científica
El 1945 amplià els seus estudis a la Universitat Harvard, entrant a formar part de l'equip d'Edward Purcell que un mes abans havia descobert la ressonància magnètica nuclear (RMN). Bloembergen fou designat en aquell moment responsable de desenvolupar la primera màquina de RMN. Durant la seva estada a Harvard com estudiant de postgrau rebé classes dels físics Julian Schwinger i John van Vleck.
El 1981 fou guardonat amb el Premi Nobel de Física juntament amb Arthur Schawlow i Kai Siegbahn pels seus treballs sobre l'espectroscòpia. Bloembergen i Schawlow centraren les seves investigacions sobre la matèria indetectable als làsers.